# Мученик Мамант
Свети мученик Мамант, био је родом из Пафлагоније, од хришћанских знаменитих родитеља, Теодота и Руфине. Родитељи његови беху бачени у тамницу за Христово име. У тамници најпре му умре отац; а мајка му, пошто роди њега, и сама сконча. Тако дакле оста новорођени младенац у тамници између мртвих тела својих родитеља. Но Бог Промислитељ посла ангела Свога некој племенитој удови Амији, којој се ангел на сну јави и рече, да иде у тамницу и узме дете к себи. Ама измоли од градоначелника дозволу, да сахрани умрле, а дете узе у своју кућу. Тек кад му се наврши 5 година поче дете говорити, и прва му реч беше: мама! због чега и доби име Мамант.
У школи Мамант показа необичну бистрину; а пошто беше код куће васпитан у хришћанском духу, то он не тајаше веру своју него је исповедаше пред својим врсницима исмевајући идоле. У време цара Аурелијана би жестоко гоњење хришћана. Незнабошци не штеђаху ни децу хришћанску. Маманту беше 15 година, када би изведен пред цара. Рече му цар, да бар само устима се одрече Христа, на што му Мамант одговори: „ни срцем ни устима нећу се одрећи Бога и Цара мога Исуса Христа." Цар нареди те га тукоше, свећама палише, и најзад вргоше у море. Но ангел Божји спасе га, и одведе на гору високу, близу Кесарије. Ту је он живео у самоћи и молитви. Од његове светости дивљи зверови су се питомили. Најзад и ту буде пронађен од гонитеља и поново на муке стављен. Победивши и силу огња и дивљих зверова Мамант свети би прободен трозубцем од некога жреца идолскога. И тако предаде душу своју свету Богу, коме је веран остао у свима мукама. Од његових моштију догодише се многа исцелења болних.
Светог мученика Маманта прослављају како православни, тако и хришћани римокатоличке вероисповести. Православна црква прославља га 2. септембра по Јулијанском календару.
Велики део овог текста је преузет из охридског пролога светог владике Николаја Велимировића. Он не подлеже ауторским правима